# Силивоновка (Гомельская область)
Селивоновка (бел. Селівонаўка) — деревня в Кировском сельсовете Жлобинского района Гомельской области Белоруссии.

## География

### Расположение
В 22 км на восток от Жлобина, 6 км от железнодорожной станции Салтановка (на линии Жлобин — Гомель), 95 км от Гомеля.

## Гидрография
На реке Ржача (приток реки Ржавка).

## Транспортная сеть
Транспортные связи по просёлочной, а затем автомобильной дороге Бобруйск — Гомель. Планировка состоит из двух коротких, почти параллельных между собой улиц меридиональной ориентации и соединённых переулками. Застройка деревянная, усадебного типа.

## История
По письменным источникам известна с XIX века как деревня в Городецкой волости. Рогачёвского уезда Могилёвской губернии. Согласно переписи 1897 года находились школа грамоты, хлебозапасный магазин, ветряная мельница. Рядом располагался хутор Новая Силивоновка. В 1909 году в деревне Силивоновка 1081 десятина земли, в деревне Новая Силивоновка 204 десятины земли. Позже эти деревни были объединены в один населённый пункт.
В 1931 году организованы 2 колхоза, действовали 2 ветряные мельницы, школа, клуб. Во время Великой Отечественной войны оккупанты сожгли 9 дворов и убили 2 жителей. В декабре 1943 года в деревне размещался полевой госпиталь советских войск. 77 жителей погибли на фронтах. Согласно переписи 1959 года в составе колхоза имени Я. М. Свердлова (центр — деревня Кирово).

## Население

### Численность
- 2004 год — 27 хозяйств, 39 жителей.

### Динамика
- 1897 год — 48 дворов 330 жителей; на хуторе Новая Силивоновка 9 дворов, 60 жителей (согласно переписи).
- 1909 год — 54 двора, 371 житель; в деревне Новая Силивоновка 12 дворов, 87 жителей.
- 1940 год — 140 дворов, 500 жителей.
- 1959 год — 333 жителя (согласно переписи).
- 2004 год — 27 хозяйств, 39 жителей.

## Известные уроженцы
- Н. К. Ковалёв — Герой Советского Союза. Его имя носят средняя школа и одна из улиц Жлобина.